# John Banville
John Banville (Wexford, 8 dicembre 1945) è un romanziere e giornalista irlandese. Il suo romanzo La spiegazione dei fatti (1989) è stato candidato per il Booker Prize e ha vinto il premio Guinness Peat Aviation. Il suo diciottesimo romanzo, Il mare, ha vinto il Man Booker Prize nel 2005. Ha scritto cinque romanzi con lo pseudonimo di Benjamin Black.
Banville è conosciuto per la sua prosa precisa e fredda, caratterizzata da un'inventiva Nabokoviana, e per l'umorismo nero del suo spesso malizioso narratore. Ha dichiarato di voler dare alla sua prosa «il tipo di solidità e spessore che ha la poesia».

## Biografia
Banville è nato a Wexford, in Irlanda. Suo padre lavorava in un garage e morì quando Banville aveva circa trent'anni; sua madre faceva la casalinga. È il più giovane di tre fratelli; il più vecchio, Vincent, è a sua volta un romanziere e ha scritto talvolta con lo pseudonimo di Vincent Lawrence. Sua sorella Vonnie Banville-Evans ha scritto libri per bambini e le memorie degli anni in cui è cresciuta a Wexford.
Banville ha studiato alla Christian Brothers' School e al St Peter's College a Wexford, ma non ha frequentato l'università. Dopo la scuola ha lavorato come impiegato alla Aer Lingus, cosa che gli permise di viaggiare a prezzi scontati in Grecia e in Italia. Tra il 1968 e il 1969 ha vissuto negli Stati Uniti. Ritornato in Irlanda divenne redattore dell'Irish Press, per poi essere promosso capo redattore. Il suo primo libro, Ling Lankin, venne pubblicato nel 1970.
Dopo il fallimento dell'Irish Press nel 1995 divenne redattore dellIrish Times. Venne nominato redattore letterario nel 1998. Anche l'Irish Times soffrì di difficoltà economiche, e a Banville venne offerta la possibilità di avere una buonuscita o lavorare come redattore in una sezione speciale, ma decise di andarsene.
Banville scrive nel The New York Review of Books fin dal 1990. Nel 1984 fu eletto nell'associazione di artisti irlandesi Aosdána, ma si è dimesso nel 2001 in modo da permettere ad un altro artista di ricevere il sussidio annuo (cnuas).
Banville scrive anche con lo pseudonimo di Benjamin Black. Il suo primo romanzo sotto questo pseudonimo è Dove è sempre notte, seguito da Un favore personale nel 2007, The Lemur nel 2008, Congetture su April nel 2010, e A Death in Summer nel 2011.
Banville ha avuto due figli dalla prima moglie, l'artista tessile Janet Dunham, conosciuta durante il suo soggiorno a San Francisco nel 1968, dove lei studiava alla University of California. La Dunham dichiarò che Banvile, mentre scriveva, sembrava  «un assassino che ritorna da un omicidio particolarmente sanguinoso». Banville ha avuto due figlie dalla relazione con Patricia Quinn, ex presidentessa dell'Arts Council of Ireland.
Banville ha un grande interesse per la vivisezione e i diritti degli animali e spesso rilascia dichiarazioni contro l'utilizzo della vivisezione a scopo di ricerca nelle università irlandesi.
Ha pubblicato una serie di romanzi gialli sotto lo pseudonimo di Benjamin Black che hanno per protagonista il dottor Quirke e il suo vecchio amico, l’ispettore Hackett. Fanno parte della serie di Quirke i romanzi: Dove è sempre notte (Christine Falls, 2006) Guanda, 2007; Un favore personale (The Silver Swan, 2007) Guanda, 2008; Congetture su April (Elegy for April, 2010) Guanda, 2010; Un giorno d’estate (A Death In Summer, 2011) Guanda 2012; False piste (Vengeance, 2013), Guanda 2015; Holy Orders (2013) non ancora tradotto in italiano; Il cerchio si chiude (Even the Dead, 2016) Guanda 2017. 

## Premi
| Anno | Premio                              | Lavoro                   |
| 1976 | James Tait Black Memorial Prize     | Doctor Copernicus        |
| 1981 | Guardian Fiction Prize              | La notte di Keplero      |
|      | Allied Irish Bank Fiction Prize     |                          |
|      | American-Irish Foundation Award     | Birchwood                |
| 1989 | Guinness Peat Aviation Award        | La spiegazione dei fatti |
| 2005 | Booker Prize                        | Il mare                  |
| 2006 | Irish Book Awards Novel of the Year | Il mare                  |

## Opere

### Raccolte di racconti
- Long Lankin (1970; riveduta nel 1984)

### Romanzi
- Nightspawn (1971)
- Birchwood (1973)
- La musica segreta (Doctor Copernicus: A Novel) (1976) Guanda, 2016
- La notte di Keplero (Kepler) (1981) Guanda, 1993. Già pubblicato da Rusconi nel 1984 con il titolo Il vino e le stelle: sogni e scoperte di Keplero
- La lettera di Newton: un interludio (The Newton Letter) (1982) Minimum fax, 1998
- Mefisto (1986)
- La spiegazione dei fatti (The Book of Evidence) (1989) Guanda, 1991
- Isola con fantasmi (Ghosts) (1993) Guanda, 2009
- Atena (Athena: A Novel) (1995) Guanda, 1996
- The Ark (1996) (pubblicato in sole 260 copie)
- L'intoccabile (The Untouchable) (1997) Guanda, 1998
- Eclisse (Eclipse) (2000) Guanda, 2002
- L'invenzione del passato (Shroud) (2002) Guanda, 2003
- La bionda dagli occhi neri - Un'indagine di Philip Marlowe (The Black-Eyed Blonde - A Philip Marlowe Novel) (2014) Guanda 2014
- Ritratti di Praga (Prague Pictures) (2003) Guanda, 2005
- Il mare (The Sea) (2005) Guanda, 2006
- Il buon informatore (The Lemur) (2008, originariamente prima pubblicato a puntate sul The New York Times) Guanda 2013
- Teoria degli infiniti (The Infinities) (2009) Guanda, 2011
- Una educazione amorosa (Ancient Light) (2012) Guanda, 2013
- La chitarra blu (The Blue Guitar) (2015) Guanda, 2017
- Dublino - La città nel tempo (Time Pieces. A Dublin Memoir) (2016) Guanda, 2023
- Le ospiti segrete (The Secret Guests) (2019) Guanda, 2020
- Delitto d'inverno (Snow) (2020) Guanda, 2021
- Teoria delle singolarità (The Singularities, 2022), Guanda, 2024, ISBN 9788823531833

### Teatro
- The Broken Jug: After Heinrich von Kleist (1994)
- Seachange (messo in scena nel 1994 al Focus Theatre, Dublino; inedito)
- Dublin 1742 (messo in scena al The Ark, Dublino; uno spettacolo per bambini di 9-14 anni; inedito)
- God's Gift: A Version of Amphitryon by Heinrich von Kleist (2000)
- Love In The Wars (adattamento di Penthesilea di Heinrich von Kleist)
- Conversation In The Mountains (sceneggiato radiofonico, 2008)

### I misteri di Quirke
- Dove è sempre notte (Christine Falls), finalista Edgar Award 2008 (2006) Guanda, 2007
- Un favore personale (The Silver Swan) (2007) Guanda, 2008
- Congetture su April (Elegy for April) (2010) Guanda, 2010
- Un giorno d'estate (A Death In Summer) (2011) Guanda 2012
- False piste (Vengeance) (2012) Guanda 2015
- Il cerchio si chiude: I misteri di Quirke (Even the Dead) (2015) Guanda 2017
- Il dubbio del killer (April in Spain), Guanda, 2022, ISBN 9788823530430
- Il corpo della ragazza (The Lock-Up), Guanda, 2023, ISBN 9788823533967

### Recensioni letterarie
- The Family Pinfold The New York Review of Books